# Dassault Mirage F2
Dassault Mirage F2  — французький прототип винищувача штурмової авіації, що був розроблений для випробування нового газотурбінного двигуна SNECMA TF306 результати якого впливали на розробку літака з крилом змінної стрілоподібності Mirage G.

## Розробка та проектування
На початку 1960 років компанії Dassault Aviation було поставлено задачу розробити винищувач, який би не літав на високих швидкостях як Dassault Mirage III і якому не потрібно розробляти трикутне крило. На відміну від Mirage III Mirage F2 мав високорозташоване стріловидне крило і горизонтальні хвостові поверхні. На прототип було встановлено газотурбінний двигун Pratt & Whitney TF30. Літак здійснив перший політ 12 червня 1966 року. Для другого польоту 29 грудня 1966 року на нього було встановлено двигун французького виробництва SNECMA TF306.
Двома розробками, які велись паралельно були одномісний перехоплювач Mirage F3 та менший і простіший винищувач Mirage F1. В кінцевому підсумку ВПС Франції вирішили в подальшому вести розробку оснащеного двигунами французького виробництва літака Mirage F1, а від Mirage F2 відмовились.
Фюзеляж і двигун від літака Mirage F2 лягли в основу літака з крилом змінної стрілоподібності Mirage G.

## Технічні характеристики

### Dassault Mirage F2
Джерело: 
Основні характеристики
- Екіпаж: 2 людини
- Довжина: 17,60 м (57 футів 9 дюймів)
- Висота: 5,80 м (19 футів)
- Розмах крила: 10,50 м (34 футів 5 дюйма)

- Маса спорядженого: 7 000 кг (15 432 фунтів)
- Силова установка: 1 × газотурбінний Pratt & Whitney TF30
- Тяга: 1 × 89 кН (20 000 фунтів)

Льотні характеристики